# 曹杨路停车场
曹杨路停车场是位於中國上海市普陀區的一個公共汽車停車場。

## 歷史
曹楊新村建成後，當地通了公交車。當局打算在曹楊新村附近修建一個公交車停車場。1957年10月，當局看中了曹杨路靠近中山北路以及蘭溪路附近的地方，打算在這裡修建停車場。1958年2月停車場開始興建，當年7月啟用。停車場建成後定名上海市公共交通公司汽车三场。1985年9月更名為上海市公共交通公司第三分公司曹杨路停车场。
1999年5月25日，曹杨路停车场的四层停车库动工。四层停车库占地面积为11024平方米，总建筑面积30100平方米。四层停车库于2000年6月30日竣工启用。
久事公交成立後，該停車場劃歸久事公交所有。